# 瑟德马尔姆岛
瑟德马尔姆岛，瑞典斯德哥爾摩市區島嶼。本島由南溪等水體包圍，與島北側的老城和島南側的市區之間由船閘隔開。該島上原先有瑪麗亞-老城區和卡塔琳娜-索菲亞區兩個行政區，兩者自2007年起合併為瑟德马尔姆区。2014年獲《時尚雜誌》評為「歐洲最酷街坊鄰里」。

## 名称
“瑟德马尔姆”（Södermalm）一名在瑞典语中意为“南区”，其中“瑟德”（Söder）意为“南”，而“马尔姆”（malm）指市中心以外的地区，其出现于瑞典和芬兰的几个城市的辖区中。